# Hòa Bình (Bà Rịa-Vũng Tàu)
Hòa Bình is een xã in het district Xuyên Mộc, een van de districten in de Vietnamese provincie Bà Rịa-Vũng Tàu.